# Warberg
Warberg ist eine Gemeinde im Landkreis Helmstedt in Niedersachsen. Sie gehört der Samtgemeinde Nord-Elm mit Sitz in Süpplingen an.

## Geografie

### Geographische Lage
Warberg liegt im Naturpark Elm-Lappwald.

### Gemeindegliederung
Zu Warberg gehört der Wohnplatz Kißleberfeld.

## Geschichte
Im Jahr 1202 wurde Warberg erstmals urkundlich erwähnt. Der Ort wird in alten Urkunden auch als „Wereberg“ und „Werberghe“ genannt. Der Ortsname ist auf die um 1200 als Wasserburg entstandene Burg Warberg zurückzuführen, deren Bergfried das weit sichtbare Wahrzeichen des Ortes ist. Die Anlage war bis ins 17. Jahrhundert Besitz der Edelherren von Warberg. Es handelte sich um bedeutendes Adelsgeschlecht, deren Vertreter hohe Ämter in kirchlichen Diensten, u. a. als Bischöfe in Halberstadt  und Minden bekleideten und zu Reichsfürsten aufstiegen. Das bedeutendste Mitglied des Geschlechts war jedoch der Hochmeister des Johanniterordens Hermann von Warberg, der als Statthalter des Großpriors in Deutschland um die Mitte des 14. Jahrhunderts in Brandenburg regierte.
Auch die Edlen von Warberg stellten typische Verlierer im landesherrlichen Arrondierungsprozess dar. Sie verloren ihre Eigenständigkeit im Streit mit dem Welfen Heinrich der Jüngere. 1650 ging die verschuldete Herrschaft Warberg als erledigtes Lehen an den Braunschweiger Herzog zurück, der hier das fürstliche Amt Warberg einrichtete.
1918 wurde das Amt Staatsdomäne, auf deren Land 1938, in der Zeit des Nationalsozialismus, die Neubauernsiedlung Kißleberfeld mit sieben Höfen im Niedersachsenstil entstand. In Warberg gab es vom Juni 1944 bis zum Januar 1945 das KZ-Außenkommando Warberg, ein Außenkommando des KZ Neuengamme, bei dem acht KZ-Häftlinge in einer ehemaligen Brauerei Bauarbeiten verrichten und in einem vergitterten Raum nächtigen mussten.

## Politik

### Bürgermeister
Der ehrenamtliche Bürgermeister Klaus Dieter Blohm wurde am 3. November 2011 gewählt und bei den Kommunalwahlen 2016 sowie 2021 erneut gewählt.

### Städtepartnerschaft
Eine Partnerschaft besteht seit dem 14. Juli 1990 mit der Gemeinde Barneberg im Landkreis Börde in Sachsen-Anhalt.

## Kultur und Sehenswürdigkeiten

### Bauwerke

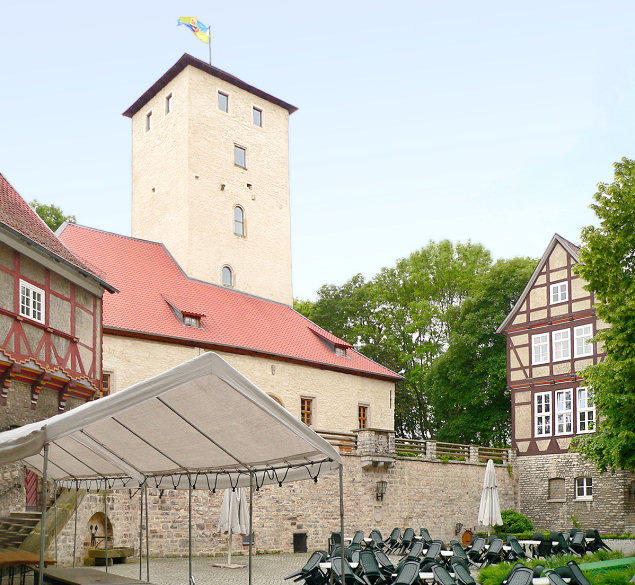
Innenhof von Burg Warberg

- Burg Warberg – Mittelalterliche Burganlage im Ort
- Alte Burg Warburg – Mittelalterliche Burgruine auf dem Elm im gemeindefreien Gebiet Schöningen westlich von Warberg
- St. Georg – Evangelische Kirche des Ortes

### Regelmäßige Veranstaltungen
- Maibaumaufstellen, am 30. April auf dem Haspelkamp, anschließend Feuerwehrhaus am Driftweg
- Schützen- und Volksfest, letztes Wochenende im Juni
- Weihnachtsmarkt auf der Burg Warberg, das Wochenende vor Weihnachten
- Pfingstturnier auf dem Sportplatz in Warberg am Pfingstwochenende

## Wirtschaft und Infrastruktur
Warberg liegt westlich der Bundesstraße 244, die von Helmstedt nach Wernigerode führt.

## Persönlichkeiten
- Wilhelm Semler (1844–1929), Jurist und Präsident des Braunschweigischen Landtags